# Liste des lieux patrimoniaux de Regina
Cet article recense les lieux patrimoniaux de Regina inscrits au répertoire des lieux patrimoniaux du Canada, qu'ils soient de niveau provincial, fédéral ou municipal.
Pour le reste de la province, voir Liste des lieux patrimoniaux de la Saskatchewan.

## Liste
| [ 1 ] | Lieu patrimonial                                                                                          | Illustration                                                                                              | Adresse                  | Coordonnées      | No    | Constr. | Prot.                                | Rec. | Notes |
| ----- | --- | --- | ------------------------ | ---------------- | ----- | ------- | ------------------------------------ | ---- | ----- |
| M     | 1150 Rose Street                                                                                          | Téléverser                                                                                                | 1150 Rose Street         | 50.4601 -104.608 | 6397  | 1914    | Municipal Heritage Property          | 2000 |       |
| M     | 1400 College Avenue                                                                                       | Téléverser                                                                                                | 1400 College Avenue      | 50.4411 -104.601 | 11922 | 1913    | Municipal Heritage Property          | 1983 |       |
| M     | 1503 Victoria Avenue                                                                                      | Téléverser                                                                                                | 1503 Victoria Avenue     | 50.447 -104.602  | 11857 | 1909    | Municipal Heritage Property          | 1984 |       |
| M     | 1820 Cornwall Street                                                                                      | 1820 Cornwall Street                                                                                      | 1820 Cornwall Street     | 50.4495 -104.612 | 5775  | 1951    | Municipal Heritage Property          | 1992 |       |
| M     | 1862 Retallack Street                                                                                     | Téléverser                                                                                                | 1862 Retallack Street    | 50.4493 -104.623 | 10760 | 1908    | Municipal Heritage Property          | 1986 |       |
| M     | 1901-14th Avenue                                                                                          | 1901-14th Avenue                                                                                          | 1901 14th Avenue         | 50.4439 -104.608 | 3085  | 1914    | Municipal Heritage Property          | 1983 |       |
| M     | 2020 - 11th Avenue                                                                                        | Téléverser                                                                                                | 2020 11th Avenue         | 50.4551 -104.611 | 10757 | 1912    | Municipal Heritage Property          | 1998 |       |
| M     | 2125 Victoria Avenue                                                                                      | 2125 Victoria Avenue                                                                                      | 2125 Victoria Avenue     | 50.4468 -104.612 | 7053  | 1927    | Municipal Heritage Property          | 1993 |       |
| M     | 2128/2132 Dewdney Avenue                                                                                  | Téléverser                                                                                                | 2128/32 Dewdney Avenue   | 50.4553 -104.612 | 5832  | 1911    | Municipal Heritage Property          | 1991 |       |
| M     | 217 Angus Crescent                                                                                        | Téléverser                                                                                                | 217 Angus Crescent       | 50.4396 -104.64  | 10816 | 1914    | Municipal Heritage Property          | 1997 |       |
| M     | 2201 14th Avenue                                                                                          | 2201 14th Avenue                                                                                          | 2201 14th Avenue         | 50.4461 -104.614 | 6395  | 1914    | Municipal Heritage Property          | 1999 |       |
| M     | 2216 Lorne Street                                                                                         | 2216 Lorne Street                                                                                         | 2216 Lorne Street        | 50.4437 -104.614 | 3002  | 1905    | Municipal Heritage Property          | 1984 |       |
| M     | 2220 Lorne Street                                                                                         | 2220 Lorne Street                                                                                         | 2220 Lorne Street        | 50.4435 -104.606 | 11921 |         | Municipal Heritage Property          | 1987 |       |
| M     | 223 Leopold Crescent                                                                                      | Téléverser                                                                                                | 223 Leopold Crescent     | 50.4379 -104.622 | 10815 | 1929    | Municipal Heritage Property          | 1992 |       |
| M     | 2241 Victoria Avenue                                                                                      | 2241 Victoria Avenue                                                                                      | 2241 Victoria Avenue     | 50.4469 -104.613 | 7056  | 1912    | Municipal Heritage Property          | 1992 |       |
| M     | 2305 Cornwall Street                                                                                      | 2305 Cornwall Street                                                                                      | 2305 Cornwall Street     | 50.4404 -104.611 | 5822  | 1907    | Municipal Heritage Property          | 1983 |       |
| M     | 2320 Lorne Street                                                                                         | Téléverser                                                                                                | 2320 Lorne Street        | 50.442 -104.614  | 10758 | 1912    | Municipal Heritage Property          | 1997 |       |
| M     | 2326 College Avenue                                                                                       | 2326 College Avenue                                                                                       | 2326 College Avenue      | 50.4411 -104.615 | 7045  | 1912    | Municipal Heritage Property          | 1990 |       |
| M     | 2330 15th Avenue                                                                                          | 2330 15th Avenue                                                                                          | 2330 15th Avenue         | 50.4425 -104.615 | 3086  | 1923    | Municipal Heritage Property          | 1986 |       |
| M     | 2528 Retallack St                                                                                         | Téléverser                                                                                                | 2528 Retallack Street    | 50.4399 -104.623 | 6148  | 1910    | Municipal Heritage Property          | 1998 |       |
| M     | 269 Leopold Crescent                                                                                      | Téléverser                                                                                                | 269 Leopold Crescent     | 50.4382 -104.624 | 5839  | 1914    | Municipal Heritage Property          | 1984 |       |
| M     | 2812 McCallum Avenue                                                                                      | 2812 McCallum Avenue                                                                                      | 2812 McCallum Avenue     | 50.4317 -104.621 | 6396  | 1928    | Municipal Heritage Property          | 1983 |       |
| M     | 2915 14th Avenue                                                                                          | Téléverser                                                                                                | 2915 14th Avenue         | 50.4441 -104.623 | 6146  | 1929    | Municipal Heritage Property          | 1999 |       |
| M     | 2990 Albert Street                                                                                        | 2990 Albert Street                                                                                        | 2990 Albert Street       | 50.4311 -104.619 | 7046  | 1911    | Municipal Heritage Property          | 1982 |       |
| M     | 3025 - 13th Avenue                                                                                        | Téléverser                                                                                                | 3025 13th Avenue         | 50.4452 -104.625 | 7055  | 1913    | Municipal Heritage Property          | 1997 |       |
| M     | 3225 - 13th Avenue                                                                                        | Téléverser                                                                                                | 3225 13th Avenue         | 50.4452 -104.628 | 7054  | 1924    | Municipal Heritage Property          | 1990 |       |
| M     | Albert Cook Row Houses                                                                                    | Téléverser                                                                                                | 2008-2018 Athol Street   | 50.4469 -104.628 | 10759 | 1919    | Municipal Heritage Property          | 1994 |       |
| M     | Albert Memorial Bridge                                                                                    | Téléverser                                                                                                | Albert Street            | 50.4331 -104.617 | 5804  | 1930    | Municipal Heritage Property          | 1984 |       |
| M     | Albert Public Library                                                                                     | Albert Public Library                                                                                     | 1401 Robinson Street     | 50.4435 -104.623 | 5577  | 1927    | Municipal Heritage Property          | 1984 |       |
| F     | Ancienne gare ferroviaire de Canadien Pacifique                                                           | Téléverser                                                                                                | 1880 Saskatchewan Dr.    | 50.453 -104.608  | 6706  | 1913    | Heritage Railway Station             | 1991 |       |
| M     | Armstrong, Smyth and Dowswell Building                                                                    | Armstrong, Smyth and Dowswell Building                                                                    | 1834 Scarth Street       | 50.4493 -104.611 | 3073  | 1910    | Municipal Heritage Property          | 2001 |       |
| P     | Balfour Apartments                                                                                        | Balfour Apartments                                                                                        | 2305 Victoria Avenue     | 50.4473 -104.647 | 2875  | 1930    | Provincial Heritage Property         | 1993 |       |
| M     | Balfour Apartments                                                                                        | Balfour Apartments                                                                                        | 2305 Victoria Avenue     | 50.4471 -104.614 | 2709  | 1930    | Municipal Heritage Property          | 1993 |       |
| M     | Beta Apartments                                                                                           | Téléverser                                                                                                | 2925 14th Avenue         | 50.4439 -104.623 | 6154  | 1914    | Municipal Heritage Property          | 1995 |       |
| P     | Canada Life Assurance Building                                                                            | Canada Life Assurance Building                                                                            | 2201 - 11th Avenue       | 50.4503 -104.613 | 1336  | 1914    | Provincial Heritage Property         | 1978 |       |
| M     | Connaught Library                                                                                         | Téléverser                                                                                                | 3435 13th Avenue         | 50.4435 -104.63  | 5584  | 1931    | Municipal Heritage Property          | 1984 |       |
| P     | Diocese of Qu'Appelle                                                                                     | Téléverser                                                                                                | College Avenue           | 50.4404 -104.604 | 1312  | 1926    | Provincial Heritage Property         | 1980 |       |
| M     | Donahue Building                                                                                          | Téléverser                                                                                                | 2300 11th Avenue         | 50.455 -104.617  | 13886 | 1911    | Municipal Heritage Property          | 2006 |       |
| F     | Dépôt de Gendarmerie Royale du Canada, bâtiment du gymnase et de la piscine                               | Téléverser                                                                                                | 9 Dewdney Avenue         | 50.4523 -104.664 | 9852  | 1938    | Recognized Federal Heritage Building | 1987 |       |
| F     | Dépôt de Gendarmerie Royale du Canada, chapelle                                                           | Téléverser                                                                                                | Dewdney Avenue           | 50.4494 -104.671 | 15982 | 1883    | Classified Federal Heritage Building | 1987 |       |
| F     | Dépôt de la Gendarmerie Royale du Canada, bâtiment A                                                      | Téléverser                                                                                                | 3 Dewdney Avenue West    | 50.451 -104.663  | 16701 | 1913    | Classified Federal Heritage Building | 1987 |       |
| F     | Dépôt de la Gendarmerie royale du Canada, salle d’exercices                                               | Téléverser                                                                                                |                          | 50.4497 -104.664 | 10071 | 1930    | Recognized Federal Heritage Building | 1987 |       |
| P     | Government House, Regina                                                                                  | Government House, Regina                                                                                  | 4607 Dewdney Avenue      | 50.4547 -104.647 | 2775  | 1891    | Provincial Heritage Property         | 1981 |       |
| M     | Henderson Terrace                                                                                         | Téléverser                                                                                                | 3038 to 3060 18th Avenue | 50.4382 -104.625 | 7043  | 1913    | Municipal Heritage Property          | 1983 |       |
| F     | Hôtel du Gouverneur                                                                                       | Hôtel du Gouverneur                                                                                       | 4601 Dewdney Avenue      | 50.455 -104.647  | 7620  | 1891    | National Historic Site of Canada     | 1968 |       |
| M     | John Deere Plow Company Limited Building                                                                  | John Deere Plow Company Limited Building                                                                  | 1275 Broad Street        | 50.4585 -104.606 | 3072  | 1913    | Municipal Heritage Property          | 2001 |       |
| M     | Kenora Apartments                                                                                         | Téléverser                                                                                                | 2601 14th Avenue         | 50.4441 -104.619 | 6145  | 1928    | Municipal Heritage Property          | 1984 |       |
| M     | Knox-Metropolitan United Church                                                                           | Knox-Metropolitan United Church                                                                           | 2340 Victoria Avenue     | 50.4475 -104.614 | 7044  | 1913    | Municipal Heritage Property          | 1986 |       |
| P     | Land Titles Building                                                                                      | Land Titles Building                                                                                      | 2205 Victoria Avenue     | 50.4473 -104.613 | 1337  | 1910    | Provincial Heritage Property         | 1978 |       |
| M     | Leader Building                                                                                           | Leader Building                                                                                           | 1853 Hamilton Street     | 50.4501 -104.609 | 1133  | 1912    | Municipal Heritage Property          | 1987 |       |
| F     | Lieu historique national du Canada de l'Édifice-de-l'Assemblée-Législative-de-la-Saskatchewan-et-Son-Parc | Lieu historique national du Canada de l'Édifice-de-l'Assemblée-Législative-de-la-Saskatchewan-et-Son-Parc | 2405 Legislative Drive   | 50.4331 -104.615 | 13054 | 1912    | National Historic Site of Canada     | 2005 |       |
| F     | Lieu historique national du Canada du Refuge-d'Oiseaux-de-Last Mountain Lake                              | Téléverser                                                                                                |                          | 51.3518 -105.24  | 13003 | 1887    | National Historic Site of Canada     | 1987 |       |
| F     | Manège militaire de Regina                                                                                | Téléverser                                                                                                | 1600 Elphinstone Avenue  | 50.4527 -104.633 | 9583  | 1928    | Recognized Federal Heritage Building | 1998 |       |
| M     | Mitchell Building                                                                                         | Mitchell Building                                                                                         | 1852/56 Scarth Street    | 50.4493 -104.611 | 3071  | 1929    | Municipal Heritage Property          | 1992 |       |
| M     | Motherwell Building                                                                                       | Téléverser                                                                                                | 1901 Victoria Avenue     | 50.4474 -104.608 | 3005  | 1956    | Municipal Heritage Property          | 2003 |       |
| P     | Northern Crown Bank                                                                                       | Northern Crown Bank                                                                                       | 1819 Scarth Street       | 50.4496 -104.611 | 1342  | 1906    | Provincial Heritage Property         | 1989 |       |
| M     | Old Post Office--City Hall Building                                                                       | Old Post Office--City Hall Building                                                                       | 1801 Scarth Street       | 50.4502 -104.611 | 6147  | 1931    | Municipal Heritage Property          | 1982 |       |
| M     | Qu'Appelle Apartments                                                                                     | Qu'Appelle Apartments                                                                                     | 2105 Hamilton Street     | 50.4454 -104.608 | 3004  | 1923    | Municipal Heritage Property          | 2003 |       |
| P     | Regina Telephone Exchange                                                                                 | Regina Telephone Exchange                                                                                 | 1870 Lorne Street        | 50.4489 -104.614 | 2776  | 1913    | Provincial Heritage Property         | 1999 |       |
| P     | Saskatchewan Government Telephones Head Office                                                            | Saskatchewan Government Telephones Head Office                                                            | 2340 Albert Street       | 50.4411 -104.616 | 2069  | 1924    | Provincial Heritage Property         | 2000 |       |
| P     | Saskatchewan Legislative Building and Grounds                                                             | Téléverser                                                                                                | 2405 Legislative Drive   | 50.433 -104.615  | 3764  | 1912    | Provincial Heritage Property         | 1978 |       |
| P     | Saskatchewan Revenue Building                                                                             | Saskatchewan Revenue Building                                                                             | 1871 Smith Street        | 50.4493 -104.615 | 2878  | 1914    | Provincial Heritage Property         | 1980 |       |
| M     | Sherwood Department Store                                                                                 | Téléverser                                                                                                | 2006 Albert Street       | 50.4471 -104.618 | 1294  | 1913    | Municipal Heritage Property          | 1983 |       |
| M     | Simson Residence                                                                                          | Téléverser                                                                                                | 205 Leopold Crescent     | 50.4414 -104.624 | 13888 | 1927    | Municipal Heritage Property          | 2006 |       |
| M     | St. Matthew's Anglican Church                                                                             | Téléverser                                                                                                | 2165 Winnipeg Street     | 50.4334 -104.584 | 13887 | 1926    | Municipal Heritage Property          | 2005 |       |
| M     | St. Paul's Cathedral                                                                                      | Téléverser                                                                                                | 1861 McIntyre Street     | 50.447 -104.616  | 5823  |         | Municipal Heritage Property          | 1982 |       |
| M     | Strathdee Warehouse                                                                                       | Strathdee Warehouse                                                                                       | 2206 Dewdney Avenue      | 50.4554 -104.613 | 1293  | 1914    | Municipal Heritage Property          | 1990 |       |
| P     | Territorial Administration Building                                                                       | Territorial Administration Building                                                                       | 3304 Dewdney Avenue      | 50.4552 -104.629 | 2777  | 1891    | Provincial Heritage Property         | 1982 |       |
| M     | Thornton Residence                                                                                        | Téléverser                                                                                                | 2341 McIntyre Street     | 50.4417 -104.614 | 16290 | 1909    | Municipal Heritage Property          | 2004 |       |
| M     | Travellers Building                                                                                       | Travellers Building                                                                                       | 1833-43 Broad Street     | 50.4497 -104.595 | 3069  | 1929    | Municipal Heritage Property          | 2001 |       |
| P     | Union Station                                                                                             | Téléverser                                                                                                | 1880 Saskatchewan Drive  | 50.4528 -104.608 | 2782  | 1931    | Provincial Heritage Property         | 1999 |       |
| M     | Willoughby and Duncan Building                                                                            | Téléverser                                                                                                | 1839-51 Scarth Street    | 50.4498 -104.611 | 3068  | 1909    | Municipal Heritage Property          | 1999 |       |
| F     | Édifice Queen                                                                                             | Téléverser                                                                                                | 1200 Broad Avenue South  | 50.1396 -106.667 | 9543  | 1953    | Recognized Federal Heritage Building | 1998 |       |
| F     | Édifice fédéral                                                                                           | Téléverser                                                                                                | 1975 Scarthe Street      | 50.4474 -104.61  | 4265  | 1936    | Recognized Federal Heritage Building | 1984 |       |